# Portage salarial (Suisse)
Pour les articles homonymes, voir Portage salarial (homonymie).
 (octobre 2022).
Améliorez-le ou discutez des points à vérifier. 
 (septembre 2022).
La mise en forme du texte ne suit pas les recommandations de Wikipédia : il faut le « wikifier ».
Les points d'amélioration suivants sont les cas les plus fréquents. Le détail des points à revoir est peut-être précisé sur la page de discussion.
- Les titres sont pré-formatés par le logiciel. Ils ne sont ni en capitales, ni en gras.
- Le texte ne doit pas être écrit en capitales (les noms de famille non plus), ni en gras, ni en italique, ni en « petit »…
- Le gras n'est utilisé que pour surligner le titre de l'article dans l'introduction, une seule fois.
- L'italique est rarement utilisé : mots en langue étrangère, titres d'œuvres, noms de bateaux, etc.
- Les citations ne sont pas en italique mais en corps de texte normal. Elles sont entourées par des guillemets français : « et ».
- Les listes à puces sont à éviter, des paragraphes rédigés étant largement préférés. Les tableaux sont à réserver à la présentation de données structurées (résultats, etc.).
- Les appels de note de bas de page (petits chiffres en exposant, introduits par l'outil «  Source ») sont à placer entre la fin de phrase et le point final[comme ça].
- Les liens internes (vers d'autres articles de Wikipédia) sont à choisir avec parcimonie. Créez des liens vers des articles approfondissant le sujet. Les termes génériques sans rapport avec le sujet sont à éviter, ainsi que les répétitions de liens vers un même terme.
- Les liens externes sont à placer uniquement dans une section « Liens externes », à la fin de l'article. Ces liens sont à choisir avec parcimonie suivant les règles définies. Si un lien sert de source à l'article, son insertion dans le texte est à faire par les notes de bas de page.
- La présentation des références doit suivre les conventions bibliographiques. Il est recommandé d'utiliser les modèles {{Ouvrage}}, {{Chapitre}}, {{Article}}, {{Lien web}} et/ou {{Bibliographie}}. Le mode d'édition visuel peut mettre en forme automatiquement les références.
- Insérer une infobox (cadre d'informations à droite) n'est pas obligatoire pour parachever la mise en page.

Pour une aide détaillée, merci de consulter Aide:Wikification.
Si vous pensez que ces points ont été résolus, vous pouvez retirer ce bandeau et améliorer la mise en forme d'un autre article.
En Suisse, le portage salarial est une nouvelle forme de travail permettant à un individu d’effectuer des mandats de courtes ou de longues durées par le biais du statut d’employé. Le portage salarial, ou payrolling en Suisse, implique simultanément trois parties : le salarié dit le porté, l’entité mandatrice (ou entreprise cliente) et l’entreprise de portage salarial. Si utilisé par des travailleurs indépendants pour bénéficier illicitement des privilèges du statut de salarié, le portage salarial est considéré "pas conforme au droit suisse des assurances sociales" par l'Office fédéral des assurances sociales (OFAS). Dans ce cas de figure, pour ce qui concerne l'affiliation aux assurances sociales, le paiement des cotisations ne garantit donc pas le droit de bénéficier des prestations sociales qui en découlent.

## Historique

### L’émergence desUmbrella companiesau Royaume-Uni
À la suite de l’introduction en l’an 2000 de la législation IR35 au Royaume-Uni visant à déterminer le taux d’imposition à appliquer à l’employé propriétaire d’une personal service company, les umbrella companies se multiplient puisque leur service permet aux agences de recrutement de minimiser le risque ou aux ex employés propriétaires d’être en règle avec la nouvelle législation. Au niveau du fonctionnement, deux schémas s’appliquent selon que l’interlocuteur principal soit une agence de recrutement ou un consultant. En effet, l’umbrella company facture les prestations du consultant directement à l’entreprise cliente, soit à l’agence de placement qui refacture alors l’entreprise cliente. Finalement, l’umbrella company transforme le montant de la facture en salaire pour le consultant en prélevant les retenues sociales et fiscales et en déduisant ses frais pour ses prestations.

### Un concept similaire prend racine en France
En parallèle aux développements des Umbrella Companies en Angleterre, un concept similaire s’installe en France. L’idée est d’offrir la possibilité à des consultants qui se verraient proposer un mandat, de l’exécuter sans se soucier des assurances sociales. Ce service est appelé portage salarial. Peu de temps après l’entrée en vigueur de l’ordonnance en Angleterre, le portage salarial connait une forte croissance en France. Au vu de ce développement, le portage salarial est incorporé dans le Code du travail en 2008.
Dès 2014, plusieurs articles de presse spécialisée commencent à évoquer la création d’un cadre juridique séparé pour le portage salarial en France. Une première ordonnance entre en vigueur début 2015 spécifiant le profil type d’un porté ; celui-ci doit justifier d’une expertise, d’une qualification et d’une autonomie qui lui permettent de rechercher lui-même ses clients et de convenir avec eux des conditions d’exécution de sa prestation et de son prix.
Cependant, ce n’est qu’en 2017 que le portage salarial français prend une direction différente du cadre légal suisse. En mars 2017, une convention collective est signée détaillant les devoirs des entreprises de portage salarial ainsi que les droits du porté.

### Le concept arrive en Suisse
Au cours des années 2000, le concept s’installe en Suisse Romande même si celui-ci est faiblement médiatisé pendant une quinzaine d’année. Puisque le portage salarial est caractérisé par une relation tripartite qui peut faire penser au fonctionnement des agences temporaires, les autorités suisses décident de l’encadrer de la même manière que la location de services. Les entreprises de portage salarial sont donc assimilées au niveau législatif à des entreprises de payrolling ou de temporaire. C’est d’ailleurs pour cette raison que de nombreuses entreprises offrant à l’origine de la location de services par le biais de temporaire ou de payrolling se repositionnent durant les années 2010 en agence de portage salarial.

### La popularisation du concept en Suisse
Toujours encadré par la LSE, le portage salarial en Suisse se développe gentiment entre 2014 et 2017. Le concept commence même à s’exporter outre-Sarine. Cependant, il faut attendre la crise du COVID pour mettre en lumière cette nouvelle forme de travail. En effet, les questionnements sur la balance entre vie professionnelle et vie privée encouragent les salariés à rechercher de nouvelles formes de travail tandis que l’incertitude économique pousse de nombreuses entreprises à contrôler leurs coûts et à privilégier la création de mandat à durée déterminée.

## Cadre Légal
En Suisse, le portage salarial est juridiquement considéré comme une relation de travail classique. Un contrat de portage salarial doit donc obligatoirement nécessiter un contrat qui détaille une prestation de travail, un salaire, une durée ainsi qu’un lien de subordination – s’il n’est pas hiérarchique, il est de type organisationnel. Cela signifie que le porté ne supporte pas le risque économique contrairement à un indépendant.
Si ces caractéristiques propres au statut de salarié ne sont pas évidentes dans la nature de la relation de travail, un contrat de salarié ne peut être valide conformément au droit suisse des assurances sociales. En effet, l'utilisation du portage salarial pour facturer des prestations d'un indépendant est illégal et les assurances sociales sont en droit de refuser la personne fictivement salariée. Chaque dossier doit être évalué au cas par cas pour vérifier que la personne « est intégrée dans l’organisation du travail de la clientèle et qu’elle est soumise à ses directives ».

## Fonctionnement
Pour débuter une relation de portage salarial, il faut dans un premier temps que le travailleur signe un contrat cadre d’employé avec une société de portage salarial. Ce contrat est appelé contrat cadre car il permet de fixer les conditions génériques (assurances sociales, droit au congé, délais de résiliation, …) qui seront identiques pour tous les mandats effectués à travers cette relation. 
Une fois que ce contrat cadre de travail est signé, le porté choisit les mandats sur lesquels il souhaite travailler ; ces mandats, il les trouve grâce à son réseau en grande partie et dans une moindre mesure par l’entreprise de portage salarial. Après avoir discuté des conditions avec l’entreprise cliente et avoir vérifié leur conformité légale, un contrat de mission est signé.
Une fois les prestations fournies ou selon la fréquence prévue par le contrat de mandat, la société de portage salarial envoie une facture à l’entreprise cliente pour les services du porté. Dès que l’argent est perçu par la société de portage salarial, une déduction des frais de gestion de celle-ci est effectuée et le reste du montant est converti en salaire ; le salaire brut est calculé pour pouvoir déduire correctement les charges salariales employeur et employé. Finalement, le porté reçoit son salaire net sur son compte en banque ainsi qu’une feuille de salaire.
En cas de gain intermédiaire – on parle de gain intermédiaire quand un travailleur est au bénéfice de l’assurance chômage et qu’il effectue des missions en parallèle –, l’entreprise de portage salarial complète un formulaire à destination de la caisse de chômage chaque mois.
Cette solution est par conséquent attractive du point de vue du porté puisqu’elle lui permet de travailler, même en période de chômage, en évitant toutes tâches administratives tout en assurant sa couverture sociale. Cette solution est également intéressante pour les entreprises puisqu’elle leur permet de recourir à de nombreux experts sans devoir subir la charge administrative liée à chaque embauche et de maitriser leurs effectifs. 

## Assurances Sociales
Étant donné que le porté est salarié de l’entreprise de portage salarial, celui-ci cotise à toutes les assurances sociales suisses. Les minima sont régis par la Convention Collective de Travail (CCT) de location de service. Les pourcentages peuvent néanmoins varier d’une entreprise à une autre (sans descendre au-dessous des minima). 
Un porté est donc soumis aux mêmes charges salariales qu’un employé temporaire ou un employé en payrolling. La différence principale réside dans le fait que le service de portage salarial offre bien plus de transparence sur les coûts des charges sociales pour le professionnel. En effet, un professionnel sous contrat avec un service de payrolling n’aura pas la visibilité sur le montant facturé à l’entreprise cliente ainsi que les charges sociales employeur. Le porté quant à lui fait partie de toutes les discussions et sait précisément les montants qui sont cotisés aux différentes institutions grâce à ses heures de travail.
Cependant, contrairement à un employé temporaire ou un employé en payrolling, l'OFAS ne considère pas systématiquement les personnes en portage salarial comme des salariés. Il est donc primordial de bien respecter le cadre légal défini par la LSE.

## Confusion avec le service de location d’Interim, de Payrolling et de Payroll
Il existe une multitude de services qui permettent à une entreprise recourant à du personnel travaillant en Suisse, de gérer les salaires des personnes qui travaillent pour elle. Parmi les plus connus, nous pouvons citer les services de location d’interim et le service de payrolling qui sont tous deux régis par la LSE ainsi que le service de payroll (ou gestion de la paie) qui n’est quant à lui pas soumis à la LSE. Cependant, ceux-ci ont tous un objectif et un fonctionnement distinct du portage salarial.

### Location d’interim
Plus communément appelé emploi temporaire par les professionnels qui y ont recours, ce service permet à une entreprise de rapidement faire face à un excédent de travail. En utilisant ce service, l’entreprise ne doit pas réaliser un processus de recrutement puisque c’est l’agence d’interim qui lui propose les candidats. L’agence s’occupe ensuite de tous les détails administratifs comme le contrat de mission et la gestion du salaire durant toute la durée du mandat. Au niveau des coûts pour l’entreprise, il faut valoriser la recherche et la mise à disposition d’un candidat ainsi que la gestion et le versement de son salaire.

### Payrolling
Une entreprise pourrait choisir de recourir au payrolling dans le cas où elle souhaite travailler avec un professionnel sans vouloir l’imputer à sa masse salariale. Les raisons peuvent être multiples : budgétaires, gestion du risque – les délais de résiliation pour un employé fixe engagé directement par l’entreprise sont plus longs – ou simplement pour des questions administratives. Dans ce cas, dès que l’entreprise trouve le professionnel adapté à ses exigences, elle fait appel à une agence de payrolling pour l’enrôler. L’agence sera donc l’employeur du professionnel et s’occupera de la gestion de son salaire. Au niveau des coûts pour l’entreprise, seuls la gestion et le versement du salaire sont facturés.

### Payroll ou gestion de la paie
Le service de payroll se différencie fondamentalement de la location d’interim, du payrolling et du portage salarial puisque ce service ne requiert pas de l’agence qu’elle soit l’employeur du professionnel. Dans la majorité des cas, une entreprise a recours au service de payroll pour l’ensemble de ses collaborateurs. Elle fait appel à l’agence uniquement comme gestionnaire des salaires. L’agence ne verse pas les salaires.

## La force du portage salarial par rapport aux autres services en Suisse
Le service de portage salarial vient répondre à des problématiques nouvelles du marché du travail. Dans le cadre de l’ubérisation des services, le portage salarial assure un cadre et une sécurité sociale au professionnel qui sont le fondement même de la loi sur le travail. Son concept n’est pas révolutionnaire étant donné qu’il trouve des similitudes dans plusieurs services existants en Suisse qui permettent tous de gérer la relation d’un consultant avec une entreprise cliente. Cependant, la force du portage salarial est de répondre aux besoins des deux parties : le porté ainsi que l’entreprise cliente. 
À l’image d’un médiateur, l’agence de portage salarial a pour mission de s’assurer que les droits et devoirs du porté sont respectés dans le cadre de son mandat tout en laissant les deux parties s’exprimer librement sur les détails du contrat.

### Avantages pour le porté
L’autonomie et la flexibilité offertes par l’entreprise de portage salarial permet au porté de saisir quasiment toutes les opportunités qui se présentent à lui. Par exemple, cela lui permet d’effectuer du gain Intermédiaire et par conséquent de rester très actif en période de chômage. Ce service peut aussi aider de jeunes diplômés à entrer dans le monde professionnel. C’est également un moyen d’accélérer sa carrière en diversifiant ses expériences auprès de plusieurs entreprises tout en réduisant les difficultés administratives puisque l’intégralité du salaire est versée par une seule entité. 

### Avantages pour les entreprises
La tendance des entreprises à travailler plus régulièrement avec des consultants externes au lieu d’embaucher un collaborateur est caractéristique de la flexibilisation du marché du travail en Suisse. C’est la traduction du besoin grandissant de souplesse, d’agilité et de réactivité des entreprises. Toutefois, il n’est pas rare qu’une entreprise qui s’est mise en relation avec un professionnel pour lui confier un mandat d’indépendant, doive renoncer à ce professionnel, car l’autorité fédérale (AVS) ne lui a pas accordé le statut d’indépendant. 
En outre, les profils des consultants effectuant des mandats en portage salarial sont également intéressants. Comme la majorité des professionnels qui réalisent du portage salarial souhaitent une plus grande autonomie dans la gestion de leur travail, ils sont souvent très responsables et soucieux de la qualité du travail effectué. Ainsi, une grande variété d’arrangements peut être trouvée afin de répondre au mieux aux spécificités du projet à conduire.  
Pour toutes ces raisons, le portage salarial est un outil de plus en plus utilisé en Suisse.

## Faiblesse du portage salarial
Bien que le portage salarial réponde à un réel besoin du marché du travail, il ne possède cependant pas encore son propre statut en Suisse. Si la LSE lui offre un environnement stable pour se développer, la confusion entre portage salarial, payrolling, interim et services de payroll rend difficile sa compréhension par le grand public et par conséquent retarde son adoption.
De plus, même dans la branche, certaines entreprises annoncent offrir du portage salarial alors que leur pratique se rapproche bien plus d’une relation unique avec l’entreprise cliente et donc un service de payrolling. Cette situation renforce encore la confusion générale et l’incompréhension du public.
Cependant, le plus grand danger que le service de portage salarial rencontre dernièrement est la prolifération d'entreprises offrant un service de portage salarial à des personnes avec un statut d'indépendant. Le but est d'offrir un statut de salarié fictif à des professionnels qui ne peuvent pas cotiser à certaines assurances - comme par exemple l'assurance chômage. Évidemment, cette pratique n’est pas en conformité avec le droit suisse des assurances sociales. Les assurances peuvent donc refuser à une personne ayant eu recours au portage salarial son droit à l'assurance chômage.